# طنزآوران جهان (مجموعه تلویزیونی)
طنزآوران جهان یک تله‌تئاتر محصول سال ۱۳۶۴ به کارگردانی حسین فردرو داریوش مودبیان، و تهیه‌کنندگی حسین فردرو داریوش مودبیان می‌باشد که از شبکه دو پخش شد.
این مجموعه بر اساس آثار نویسندگان مطرحی چون آنتوان چخوف، کارل چاپک و اوژن یونسکو ساخته شد.
«اتاق انتظار» (نوشته آندره پراکا)، «بلبشو» (نوشته کارول فالنتین)، «نقص» (نوشته اوژن یونسکو)، «خواستگاری» (نوشته آنتوان چخوف)، «مضرات دخانیات» (نوشته آنتوان چخوف)، «حواله پستی آقای بادن» (نوشته ژرژ کورتولین)، «شاعر» (نوشته کارل چاپک) عناوین قسمت‌های این مجموعه هستند.

## بازیگران
- اکبر عبدی
- جمیله شیخی
- حسین کسری
- حسین محب‌اهری
- حمید جبلی
- داریوش مودبیان
- رضا بابک
- رضا ژیان
- زهره مجابی
- سوسن مقصودلو
- شهلا میربختیار
- فردوس کاویانی
- گلچهره سجادیه
- مرتضی ضرابی